# Nicomaco di Gerasa
Nicomaco di Gerasa (in greco antico: Νικόμαχος?, Nikómachos; Gerasa, 60 circa – 120 circa) è stato un matematico greco antico di epoca imperiale.

## Biografia
Di formazione pitagorica, fu influenzato anche da Aristotele. Le sue opere più note sono l'Introduzione all'aritmetica (Arithmetike Eisagoge) e il Manuale di armonica (Encheiridion Harmonikes). Nell'Introduzione all'aritmetica, Nicomaco si occupa dei numeri, specie del significato dei numeri primi e dei numeri perfetti, convinto che l'aritmetica sia all'origine delle altre discipline matematiche, come la geometria, la musica e l'astronomia.
Il teorema di Nicomaco afferma che un quadrato il cui lato è un numero triangolare può essere suddiviso in quadrati e mezzi quadrati la cui somma è un cubo.

A Nicomaco si deve il primo riferimento giunto fino a noi del crivello di Eratostene, il famoso metodo per l'individuazione dei numeri primi, sottolineandone la duplice utilità: decidere se un numero è primo, e stabilire se due numeri sono primi fra loro (confrontandone i fattori primi).
Secondo la tradizione, sarebbe stato espulso dalla scuola pitagorica perché violò il divieto assoluto di diffondere la conoscenza teosofica all'esterno e di conservare una forma esclusivamente orale di tali culti iniziatici di tipo misterico. Boezio realizzò le prime due traduzioni dal greco al latino del trattato introduttivo all'aritmetica e alla musica di Nicomaco di Gerasa. L'Aritmetica boeziana esercitò un notevole influsso sullo sviluppo della matematica medievale. Prima di allora, esistevano i commentari di Apuleio di Madaura, in latino, e di Tâbit ibn Qoran, precedute da quelle greche di Giamblico, Asclepio di Tralle, Filopono e Soterico.
Nicomaco reinterpretò la Sacra Triade (dove l’Uno rappresenta il Padre, il Due la Madre cosmica, il Tre il Figlio) come il principio di riconciliazione fra i due supremi contrari dell'Uno e della Diade, fondamenti geometrici della numerologia e della musica, ripresi da Platone.
Lo stesso Platone era considerato da Taziano il Siro e da Giustino come un precursore della Trinità cristiana, da rapportarsi alla versione esoterica dei pitagorici.